# إلياس مور
إلياس مور هو سياسي كندي، ولد في 1 مارس 1776، وتوفي في 13 أكتوبر 1847.